# 17210 Nadinemeister
A 17210 Nadinemeister (ideiglenes jelöléssel (17210) 2000 AY172) a Naprendszer kisbolygóövében található aszteroida. A LINEAR projekt keretében fedezték fel 2000. január 7-én.